# As cruces de pedra na Galiza
As cruces de pedra na Galiza (Les croix de pierre de Galice) est le titre d'une étude détaillée démarrée en 1924 par Alfonso Daniel Rodríguez Castelao, dans laquelle il décrit l'histoire, le sens, et la typologie des calvaires de Galice, ainsi que d'autres croix de pierre de cette région.
Le livre a été publié à titre posthume, par la maison d'édition Editorial Nós, et imprimé par López à Buenos Aires, en janvier 1950. La maison d'édition madrilène Akal publié un fac-similé de l'édition de 1975 et, par la suite, Editorial Galaxia le republie en 1984.
Le musée de Pontevedra a organisé en l'an 2000 une exposition commémorative La croix de pierre en Galice, dans lequel se trouvait le manuscrit, augmenté des corrections que l'auteur avait fourni au cours des années, et présentant les illustrations originales. Carlos Valle, le directeur du Musée, a expliqué que bien que certains des thèses publiées sur l'origine et l'expansion des calvaires peuvent être discutables de fait de l'évolution des connaissances actuelles, il considère que ce livre a apporté aux intellectuels et aux hommes de culture, etc., « le fait de penser à  ces œuvres comme des monuments, alors qu'auparavant ils en étaient à peine dignes ».

## Évolution de La croix de pierre en Galice

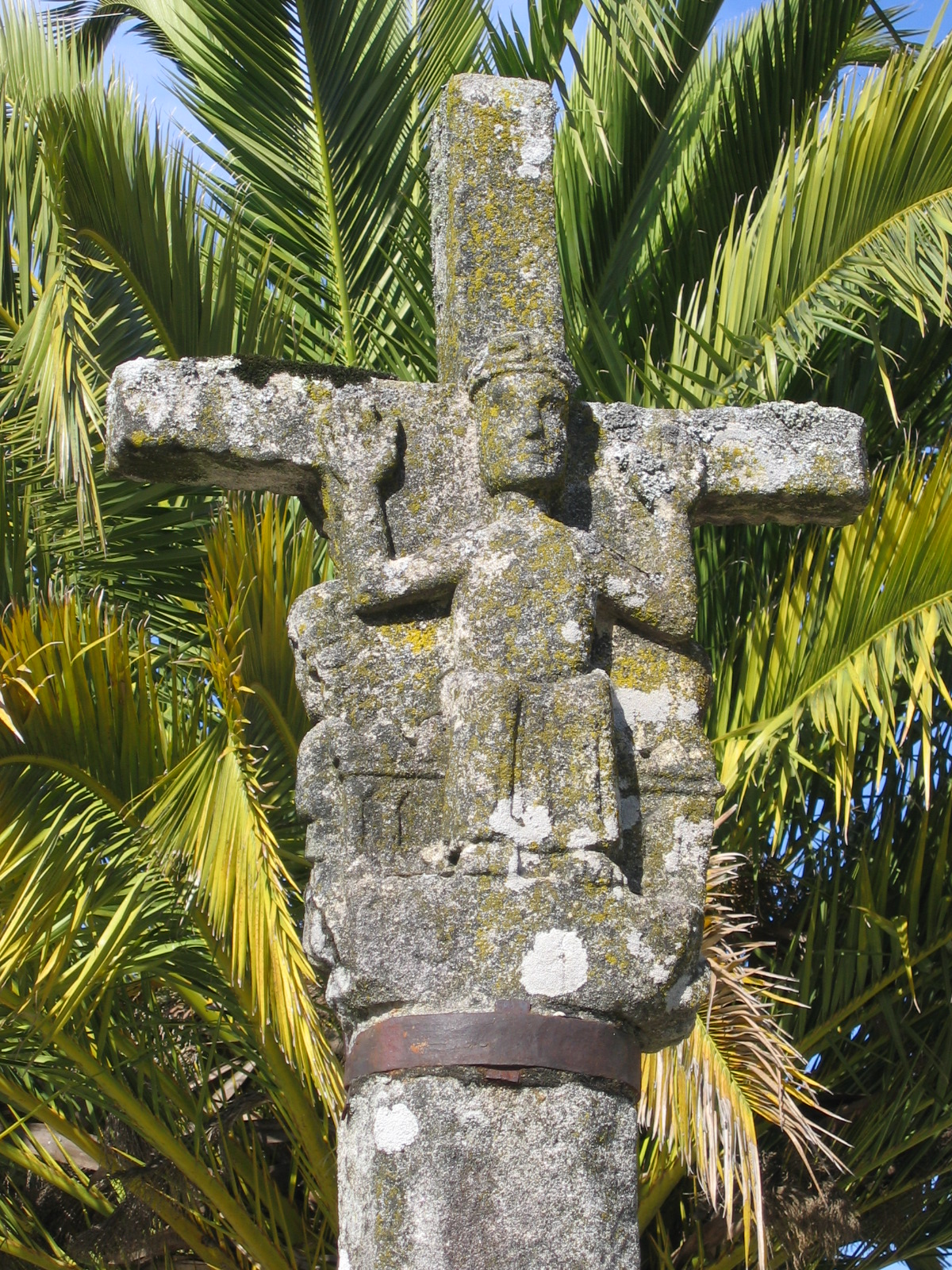
Calvaire de Melide, datant du XIV, considéré comme étant le plus ancien de Galice.

Castelao a commencé à recueillir des informations sur les calvaires galicien à la suite de son entrée au Séminaire d'études Galiciennes en 1924, où il a dirigé la "Section de l'Art et des Lettres". Dans l'introduction de son étude, Castelao écrit que: 
« Puis, je remuais les yeux et pensais à un aspect de l'art populaire encore inconnu de tous : les calvaires galiciens. J'ai découvert dans les calvaires un aspect de notre art populaire encore considéré comme une chose pas importante. Et c'est ce qui comptait le plus pour moi. »« Entón, enfiei os ollos e o pensamento cara un aspecto da arte popular aínda non encetado por ninguén: os cruceiros galegos. Descubrín nos cruceiros un aspecto da nosa arte popular aínda non estimado como cousa importante. E velaí o que máis me importou. »
L'intérêt pour cette manifestation d'art populaire est visible par  son discours d'entrée à la Real Academia Galega, lu le 25 juillet de 1934, centré sur le sujet et d'ailleurs présenté sous le même titre. La Real Academia a publié le discours, sans les dessins qui l'accompagnent, en 1964. De même, en 1940, Castelao a publié un article avec le titre de « Los cruceros » dans le magazine Galice (Buenos Aires). 

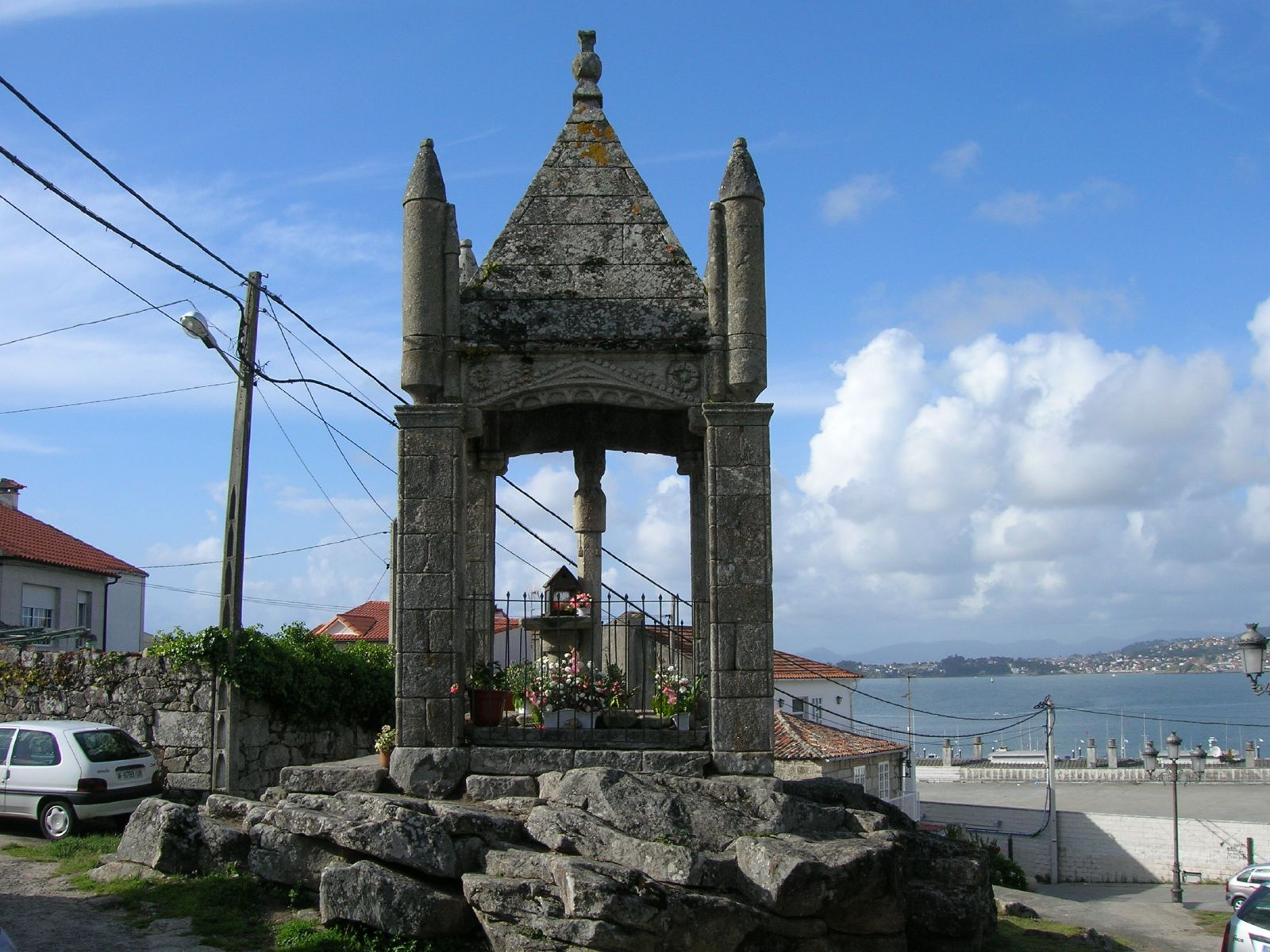
Calvaire de la Sainte Trinité à Baiona.

Si la collecte de l'information a duré, fondamentalement, de 1924 à 1936, date du coup d'état du 18 juillet, Castelao a travaillé à la rédaction et aux corrections de son étude jusqu'au dernier moments de sa vie. Compte tenu du fait que Castelao vivait à l'époque du récolement dans la province de Pontevedra, les études effectuées sur les calvaires de  cette ville et des localités proches (Poio, Salcedo, Singes, Baltar, Marín, Sanxenxo) et à Rianjo, Noia et dans la région environnante, sont bien plus importants pour des raisons géographiques.
Afin de permettre la préparation de la rédaction du livre, Castelao entreprend avec sa femme un voyage en Bretagne au printemps et à l'été 1929, dans le but d'étudier leur calvaires bretons. Cette étude a été publiée par le Séminaire de Galicien Études en mai 1930, sous le titre As cruces de pedra na Bretaña (Les croix de pierre de Bretagne). Castelao y développe le fait qu'il existe selon lui un lien intime entre les croix du monde celtique (Galice, Bretagne, Écosse et Irlande) du fait de l'affinité culturelle entre ces pays.
Cette relation, et la nécessité d'une étude comparative des calvaires qui sont présents dans différents pays, est expliquée en détail dans la préface de son livre sur les calvaires de Bretagne :
« Depuis de nombreuses années, je collectionne du matériel pour un livre sur les calvaires galiciens, creusant toujours pour une vaste étude comparative des croix de pierre des deux Finisterre, qui viendra quand ils seront bien connus séparément. Vous ne pouvez pas parler de nos calvaires sans avoir d'abord visité la Bretagne, et donc voici. »
Castelao est exilé à Buenos Aires à partir en 1940. Ses collaborateurs les plus intimes dans les derniers mois de sa vie, Rodolfo Prada, José Núñez Búa et Luis Seoane, ont organisé l'édition de l'ouvrage alors de la maladie de Castelao était déjà très avancée. En fait, Castelao n'est venu relire et valider que les premières feuilles de son livre. En tout cas, le livre semblait être prêt pour la presse il y a eu depuis deux ans : en guise d'épilogue, le livre comprend un texte bref, signé le 20 juillet 1946 , dans laquelle Castelao dit que :
« J'ai mis un terme à ce livre dans un moment difficile de ma vie, à la suite de mon départ pour la France, où j'ai un devoir indéclinable,. »
Déjà en 1936, le texte était suffisamment élaboré à en juger par l'accord conclu avec le Séminaire de Galicien Études afin de procéder à une publication, tel que le rapporte Filgueira Valverde :
« ... éditez la formidable étude réalisée par Castelao sur les calvaires de Galice. Le Séminaire ne marchandera pas le sacrifice de sorte que la présentation corresponde, autant que possible, à la valeur du travail réalisé »
Cette réunion est d'ailleurs la dernière qui a tenu le Séminaire. Le Gouvernement du général Franco dissout cette organisation en 1936.

## Structure

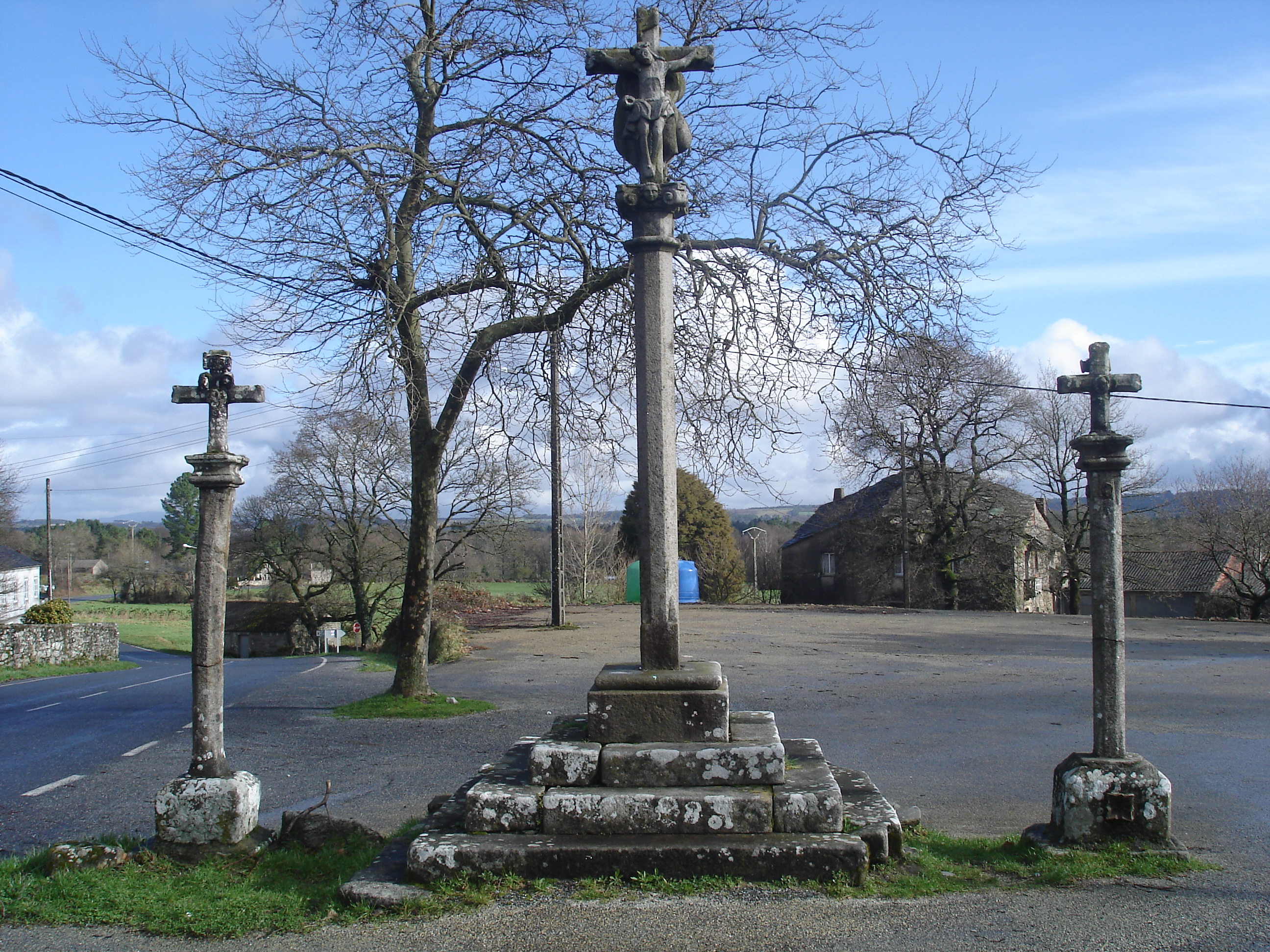
Calvare de Vilares (Guitiriz).

Le livre est un recueil et une description les calvaires de Galice, mais il s'intéresse au sujet au sens large, en incluant également, y compris les petos de ánimas, les cruceiros de capeliña, ainsi que les croix pré-chrétiennes, les christianisations de pierres considérées comme magiques, les menhirs, les croix de chemins et de carrefours ou les bornes militaires romaines. Il mentionne et dessine également les croix de pierre qui placées au-dessus des portes des maisons rurales ou des grenier galiciens à maïs.
Le livre est abondamment illustré de 73 figures insérées dans le texte, complétées par 73 planches illustratives et 12 photographies. Il comprend également, en anglais, une courte biographie de Castelao, écrit par Blanco Amor et traduit par G. Hennessy, ainsi qu'un résumé général, également en anglais.